# Pidgin Nigeria
Pidgin Nigeria (còn được gọi là Creole Nigeria) là một ngôn ngữ pidgin và creole dựa trên tiếng Anh được sử dụng như một lingua franca trên khắp Nigeria. Ngôn ngữ đôi khi được gọi là "Pijin" hoặc Broken (phát âm là "Brokun"). Nó có thể được nói như là một pidgin, một creole, tiếng lóng hoặc một decololated acrolect bởi những người nói khác nhau, những người có thể chuyển đổi giữa các hình thức tùy thuộc vào các thiết lập xã hội. Một chữ viết phổ biến đã được phát triển cho Pidgin được phổ biến đáng kể trong việc cung cấp cho ngôn ngữ một hệ thống chữ viết hài hòa.
Biến thể "Pidgin Nigeria" cũng được nói ở khắp Tây Phi và Trung Phi, tại các quốc gia như Guinea Xích Đạo, Ghana và Cameroon.
Một ví dụ về ngôn ngữ Brokun, cụm từ "How are you?" trong tiếng Anh, sẽ là "how you dey?" trong Brokun.

## Tình trạng
Pidgin Nigeria thường được sử dụng trên toàn quốc, nhưng nó chưa có tư cách chính thức.
Năm 2011, Google ra mắt giao diện tìm kiếm bằng tiếng Anh Pidgin; "Effect of Nigerian Pidgin English". Cũng trong năm 2017, BBC bắt đầu dịch vụ bằng Pidgin.